# سلطان‌پور، مادیا پرادش
سلطان‌پور، مادیا پرادش (به انگلیسی: Sultanpur) یک منطقهٔ مسکونی در هند است که در شهرستان رایسن واقع شده‌است.

## خصوصیات
سلطان‌پور ۸٬۷۱۶ نفر جمعیت دارد و ۳۶۶ متر بالاتر از سطح دریا واقع شده‌است.